# Buskaping in Manilla op 23 augustus 2010
De buskaping in Manilla betrof een gijzeling van een toeristenbus in de Filipijnse hoofdstad Manilla op 23 augustus 2010. Een ontslagen Filipijnse agent kaapte op die dag een bus met 25 mensen, waaronder 20 toeristen uit Hongkong, met de bedoeling om zijn baan terug te krijgen. De kaping, die om 10 uur 's ochtends begon werd rond 9 uur 's avonds beëindigd met een bestorming door een speciale eenheid van de Filipijnse politie. Bij de kaping kwamen, naast de dader, acht toeristen om het leven. De manier waarop de Filipijnse overheid een einde maakte aan de kaping leidde tot forse kritiek, onder meer vanuit Hongkong. De regering van Hongkong stelde naar aanleiding van de gijzeling gedurende enige tijd een negatief reisadvies in voor de Filipijnen.

## Gijzelnemer
De gijzelnemer werd door de Filipijnse politie geïdentificeerd als de 55-jarige voormalige politie-inspecteur Rolando Mendoza. Mendoza begon zijn politiecarrière, na afronding van zijn studie criminologie, als straatagent en werkte zich in de loop der jaren op tot senior-inspecteur. Hij werd gedurende zijn loopbaan van bijna 30 jaar 17 maal onderscheiden. In februari 1986 leidde Mendoza de groep agenten die een busje aanhield waarmee 13 kisten met geld van Ferdinand Marcos het land werden uitgesmokkeld. Hij werd dat jaar door Jaycees uitgeroepen tot een van de tien beste agenten van het land. In januari 2010 werd Mendoza echter ontslagen na een onderzoek door de Filipijnse ombudsman. Hij zou samen met enkele andere agenten iemand hebben aangehouden wegens verkeerd parkeren, daarna gedwongen hebben drugs te nemen, en hem vervolgens gechanteerd hebben, met een aanklacht wegens drugsgebruik, in een poging zo geld afhandig te maken. De Filipijnse ombudsman bevond hem, na onderzoek, in 2009 schuldig en liet Mendoza ontslaan. Bovendien verloor hij al zijn opgebouwde rechten op pensioen en dergelijke. Mendoza beweerde onschuldig te zijn en verklaarde geen verweermogelijkheden gekregen te hebben. Door de gijzeling van een bus voor toeristen probeerde Mendoza de aandacht te vestigen op zijn situatie, in een poging zijn opgebouwde rechten terug te krijgen.